# Macroglossum neotroglodytus
Macroglossum neotroglodytus là một loài bướm đêm thuộc họ Sphingidae, chi Macroglossum.